# Warpath (Boris)
Warpath è il ventunesimo album in studio del gruppo musicale giapponese Boris, pubblicato nel 2015.
Il disco è stato pubblicato simultaneamente ad altri due, ovvero Urban Dance e Asia.

## Tracce
1. Midgard Schlange – 11:19
2. Behind the Owl – 9:20
3. Dreamy Eyed Panjandrum – 8:10
4. Voo-vah – 10:32